# Vanilla mexicana
Vanilla mexicana là một loài thực vật có hoa trong họ Lan. Loài này được Mill. miêu tả khoa học đầu tiên năm 1768.